# Tiliqua
Genre
Tiliqua est un genre de sauriens de la famille des Scincidae également appelés scinques à langue bleue.

## Répartition
Les espèces de ce genre se rencontrent en Australie, en Indonésie, en Papouasie-Nouvelle-Guinée.

## Description
Ces espèces sont particulièrement grandes pour des scinques, avec des tailles moyennes autour des 40-50 cm. Ils présentent une langue bleue, qui peut être un avertissement pour leurs prédateurs.

## En captivité
Les scinques à langue bleue sont également élevés en captivité et vendus comme animaux domestiques (NAC). Ils sont relativement timides par rapport aux autres lézards[réf. nécessaire] et plus lents en raison de leurs pattes courtes.

## Liste des espèces
Selon The Reptile Database (12 décembre 2012) :
- Tiliqua adelaidensis (Peters, 1863)
- Tiliqua gigas (Schneider, 1801)
- Tiliqua multifasciata (Sternfeld, 1919)
- Tiliqua nigrolutea (Quoy & Gaimard, 1824)
- Tiliqua occipitalis (Peters, 1863)
- Tiliqua rugosa (Gray, 1825)
- Tiliqua scincoides (White, 1790)

Il existe aussi Tiliqua sp. (Irian Jaya) (en), encore non décrite, dont le statut d'espèce à part entière est discuté.

## Publication originale
- Gray, 1825 : A synopsis of the genera of reptiles and Amphibia, with a description of some new species. Annals of Philosophy, sér. 2, vol. 10, p. 193-217 (texte intégral).